# Erdős Aurél Gergely
Erdős Aurél Gergely (Gyöngyös, 1830. február 26. – Kecskemét, 1901. november 4.) Ferences-rendi áldozópap és házfőnök.

## Életrajza
Erdős Aurél Gergely 1830. február 26-án született Heves vármegyében, Gyöngyösön, iparos polgári szülők gyermekeként. A gimnázium hat osztályát is itt szülővárosában végezte, majd 1845-ben belépett a Szent Ferenc-rendbe. A próbaévet Szécsényben töltötte, majd utána a két bölcseleti tanfolyamot a szegedi szerzetházban végezte el. 1848-ban a gyöngyösi kolostorban hallgatta a teológiát, amikor a szabadságharc híre eljutott hozzá. Windischgrätz és Schlick betörésekor Gyöngyös városa 150 főből álló önkéntes vadászcsapatot állított ki, amelybe ő maga is beállt. Részt vett az 1848. december 28-i szikszói és az 1849. január 4-i kassai csatában. Amikor a magyar honvédség megszervezésével az önkéntes vadászcsapat feloszlott, hittudományi tanulmányainak folytatására Gyöngyösre, majd Kecskemétre ment. 1853. augusztus 26-án áldozópappá szenteltetett föl és Szegedre rendelték mint bölcseleti tanárt a rendi növendékek mellé. 1863-ban Kecskemétre helyezték hittantanárnak. 1868-ban kineveztetett Szolnokra házfőnök és plébános helyettesnek.  1877-től Szegeden, Szabadkán, Kaplonyban és ismét Kecskeméten volt házfőnök. 1868-tól 1891-ig három alkalommal választották meg a ferences rendkormány tanácsosává.
Szentbeszédei 1862-1864 között a Garay Alajos által szerkesztett Magyar Egyházi Szónokban, a Füssy Tamás Katholikus Lelkipásztorában 1867 és 1869-ben, a Karhecz Alajos szabadkai Szent Ferenc-rendi házfőnök Hitszónoklati Folyóiratában jelentek meg. 1877-ben írt a Jász-Nagy-Kun-Szolnok című hetilapba is, valamint 20 pap-honvéd életrajzot írt meg az Ambrus féle Paphonvédek Albuma számára.